# هردییوویتسه
هردییوویتسه (به چکی: Hrdějovice) یک منطقهٔ مسکونی در جمهوری چک است که در شهرستان چسکه بودیوویتسه واقع شده‌است. هردییوویتسه ۸٫۸۲ کیلومتر مربع مساحت و ۱٬۵۹۲ نفر جمعیت دارد و ۳۸۵ متر بالاتر از سطح دریا واقع شده‌است.